# La Vie privée (nouvelle)
La Vie privée (The Private Life) est une nouvelle fantastique d'Henry James, parue en avril 1892 dans The Atlantic Monthly, et reprise en volume l’année suivante chez Osgood, McIlvaine, Londres, et Harper, New York.
Satire des milieux mondains, la nouvelle s’en prend aux vaines apparences et à la vacuité des conversations de salon. À l'instar de L'Autel des morts, mais dans un registre moins morbide et plus irrationnel qui a recours au double et au fantôme, La Vie privée parvient à se maintenir à la frontière du récit fantastique et de l'étude psychologique.

## Résumé
Fin août, le narrateur est en villégiature dans les Alpes suisses, où s’est constitué un cercle de célébrités venu de Londres. Dans ce milieu huppé et choisi, les conversations et les mondanités se succèdent, le tout orchestré avec panache par l’élégant Lord Mellifont. Or, la belle actrice Blanche Arney fait remarquer au narrateur que pareil personnage, si brillant soit-il dans le monde, se révèle d’une terrible insignifiance dans sa vie privée, comme s’il n’existait que par la vertu des rapports sociaux. Au contraire, le narrateur remarque que le romancier Clare Vawdrey, assez terne et insipide dans les conversations de salon, est un génie une fois réfugié derrière les portes closes de sa chambre, où il écrit des œuvres de qualité. Ces observations judicieuses cachent pourtant une réalité plus bien étrange. Quand Lord Mellifont n’est pas en société, il semble littéralement « disparaître », alors que l’écrivain Vawdrey aurait la faculté de demeurer dans sa chambre et de déléguer un double insignifiant de lui-même pour accomplir ses devoirs mondains...

## Traductions françaises
- La Vie privée, traduit par Marie Canavaggia, dans La Redevance du fantôme : nouvelles, Paris, UGE, coll. « 10/18 » no 836, 1974 ; réédition, Paris, LGF, coll. « Le Livre de poche. Biblio » no 360, 1988
- La Vie privée, traduit par Jacques Finné, dans Owen Wingrave: et autres nouvelles, Paris, NéO, coll. « Fantastique - Sf - Aventure » no 89, 1983 ; réédition, Paris, Payot et Rivages, coll. « Rivages poche » no 36, 1991
- La Vie privée, traduit par Jean Pavans, dans Nouvelles complètes, tome III, Paris, Éditions de la Différence, 2008 ; réédition dans Sur Robert Browning (précédé par La Vie privée), Paris, Le Bruit du temps, 2009
- La Vie privée, traduit par François Piquet, dans Nouvelles complètes, tome III, Paris, Gallimard, coll. « Bibliothèque de la Pléiade », 2011

## Adaptation cinématographique
- 2006 : La Vie privée, film français réalisé par Zina Modiano, avec Ouassini Embarek et Marie Modiano

## Sources
- Tales of Henry James: The Texts of the Tales, the Author on His Craft, Criticism sous la direction de Christof Wegelin et Henry Wonham (New York: W.W. Norton & Company, 2003)  (ISBN 0-393-97710-2)
- The Tales of Henry James par Edward Wagenknecht (New York: Frederick Ungar Publishing Co., 1984)  (ISBN 0-8044-2957-X)